# Demonstração financeira

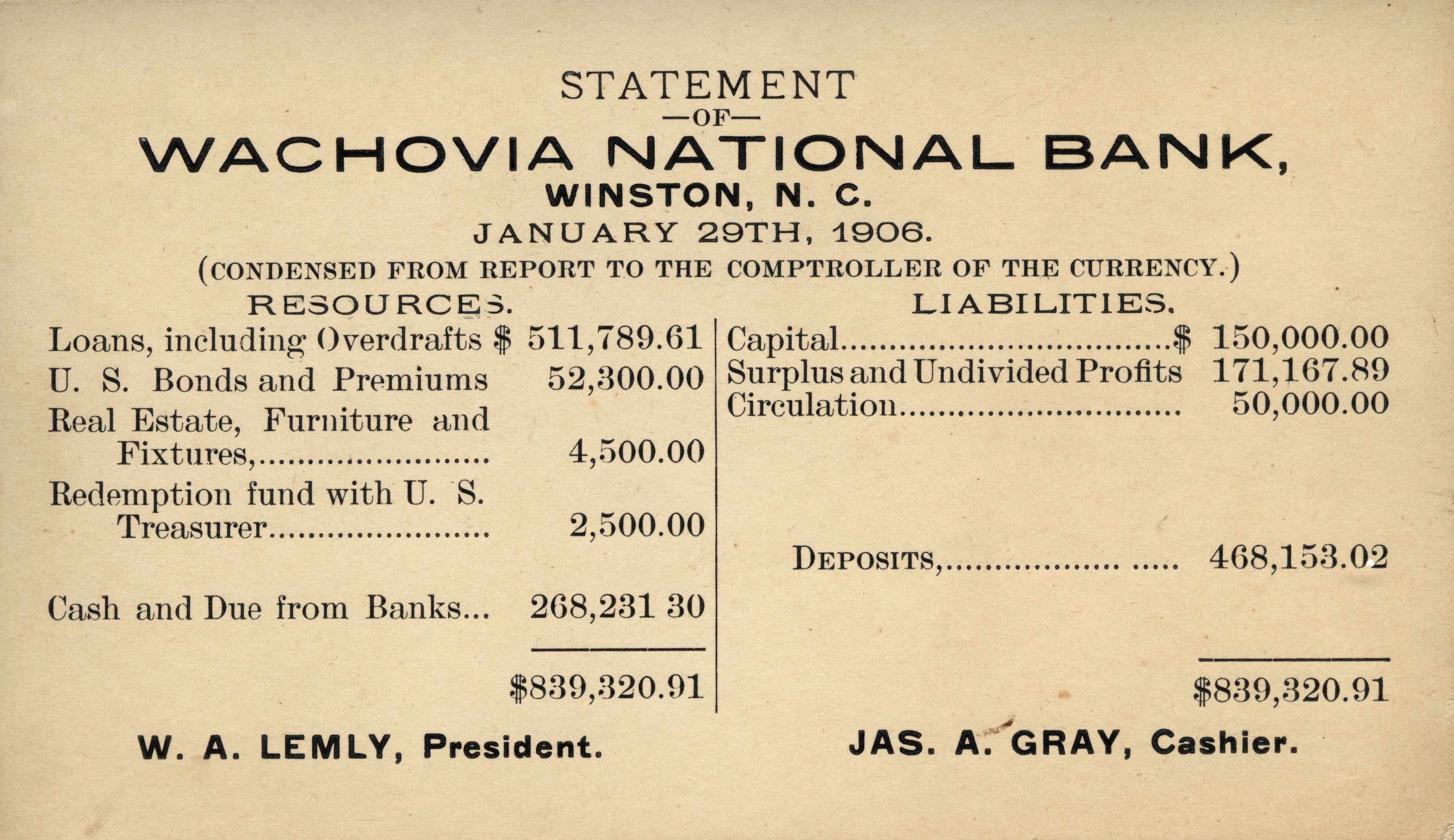

As demonstrações financeiras são relatórios contábeis que apoiam a tomada de decisão nas empresas. Os demonstrativos mais importantes são:
- Balanço patrimonial
- Demonstração do resultado do exercício (DRE)
- Fluxo de Caixa (FC)
- Demonstração das mutações do patrimônio líquido (DMPL)
- Demonstração do Valor Adicionado (DVA)
- Notas Explicativas

Outras demonstrações financeiras incluem :
- Demonstração das origens e aplicações de fundos (DOAF)
- Relatório de gestão
- Parecer dos auditores independentes.

As demonstrações preparadas com este propósito vão de encontro às necessidades comuns da maioria dos utentes mas não proporcionam toda a informação de que estes possam necessitar para tomarem as suas decisões.
As demonstrações financeiras, retratam efeitos financeiros de acontecimentos passados.
Elas não proporcionam necessariamente informação não financeira.